# Federazione di softball del Botswana
La Federazione botswana di softball (eng. Botswana Softball Association) è un'organizzazione fondata per governare la pratica del softball in Botswana.
Organizza il campionato di softball botswano, e pone sotto la propria egida la nazionale di softball femminile.